# Benzo(c)cinnolin
Benzo[c]cinnolin je tricyklická organická sloučenina se vzorcem C12H8N2, odvoditelná oxidační dehydrogenací 2,2'-diaminobifenylu. Reaguje s karbonyly železa za vzniku komplexu C12H8N2Fe2(CO)6.